# Buxhoeveden

Wappen derer von Buxhoeveden

Buxhoeveden ist der Name eines Uradelsgeschlechts vermutlich edelfreier Herkunft aus dem Erzstift Bremen. Von dort zogen ab 1200 mehrere Vertreter als geistliche Missionare und Kreuzfahrer ins Baltikum, die dort unter anderem die Stadt Riga gründeten und im Mittelalter mehrere Bischöfe stellten. Um 1450 starb die niedersächsische Linie aus, die deutsch-baltische besteht bis heute.
Die Familie ist eines Stammes und Wappens mit den von der Ropp.

## Geschichte
Die Stammburg lag in Bexhövede bei Bremerhaven. In ihrer unmittelbaren Nähe stifteten vor 1183 Geldmar, Albert und Lüder von Bexhövede die Johannes-der-Täufer-Kirche (Bexhövede) als Eigenkirche, die zwischen 1178 und 1184 gebaut und um 1180 geweiht wurde; 1185 wird sie urkundlich erstmals genannt.

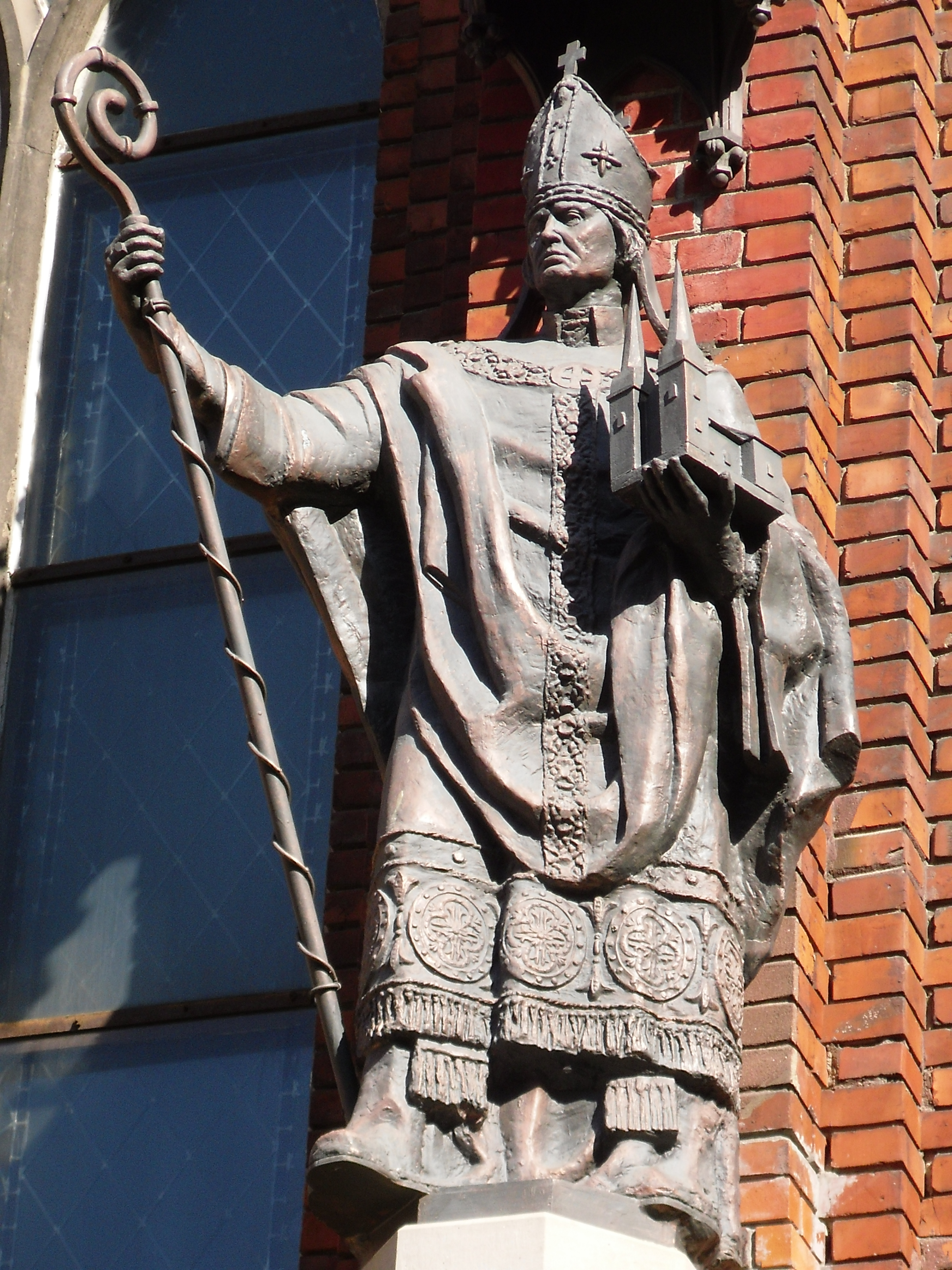
Statue des Bischofs Albert von Buxthoeven am Dom zu Riga

1199 wurde Albert von Buxthoeven, der Domherr und Leiter der Domschule in Bremen, von seinem Onkel Erzbischof Hartwig II. zum Bischof von Livland (heutiges Erzbistum Riga) geweiht. Dort eingetroffen, gründete er im Jahr 1200 die Stadt Riga und 1202 auch den Schwertbrüderorden, der bald mit ihm und seinen Nachfolgern um die Vormachtstellung in Livland konkurrierte. 1207 wurde er von König Philipp von Schwaben zum Reichsfürsten ernannt und mit Livland belehnt; er amtierte bis zu seinem Tod 1229 und gilt als einer der bedeutenden Missionsbischöfe des 13. Jahrhunderts.
Albert hatte eine Reihe von Brüdern, die ihm als Kreuzfahrer nach Livland folgten: Hermann, später Bischof von Dorpat, Rotmar, Propst in Dorpat, sowie die Halbbrüder Engelbert, Propst zu Riga, und die Laien Johannes „de Bikkeshovede“ und Theodoricus de Ropa. Johannes de Bikkeshovede ist der Stammvater des heute noch bestehenden livländischen Familienzweigs. Er ist seit dem Jahr 1224 als „vasallus ecclesiae Rigensis“ (Vasall der Kirche von Riga) bezeugt. Als einziger der Brüder wird er (nur einmal) mit seinem Nachnamen bezeichnet. Vom Bruder Theodoricus (genannt de Ropa oder de Raupena) stammt die Familie von der Ropp ab, er benannte sich nach seinem ersten Lehnssitz in Livland, das am Flüsschen Roop (lettisch Straupe) lag.
Hermann I. von Buxthoeven (1163–1248), ein Bruder des Bischofs Albert, war zuvor in Bremen Abt des Paulsklosters gewesen und wurde in Livland 1220 Bischof von Leal (Lihula) und verlegte 1224 den Bischofssitz nach Dorpat (heute Tartu) und begründete damit das Bistum Dorpat. Die Familie stellte danach noch weitere Kirchenfürsten im Baltikum: Hermann II. von Buxhöwden (1230–1285) war ab 1262 Bischof von Ösel-Wiek und Gründer der Stadt Hapsal mit der Burg Hapsal sowie der Kathedrale und auch der Burg Arensburg auf Ösel. Reinhold von Buxhoeveden († 1557) war von 1532 bis 1541 ebenfalls Bischof von Ösel-Wiek. Er wurde bekannt durch seine Verteidigungsschlacht gegen Wilhelm von Brandenburg, den letzten Erzbischof von Riga, der für seinen Bruder, den preußischen Herzog Albrecht I. von Brandenburg-Ansbach, Hochmeister des Deutschen Ordens, versuchte, die Insel Ösel zu erobern.
Das Adelsgeschlecht gehörte zur Ritterschaft des Bistums Bremen-Verden (dort ausgestorben um 1450) sowie zur Livländischen Ritterschaft, Estländischen Ritterschaft und Oeselschen Ritterschaft, die gräfliche Linie auch zur Kurländischen Ritterschaft.
Vom Adelsgeschlecht Buxhoeveden leitete sich einst auch der Name eines estnischen Rittergutes der Familie und die damals deutsche Bezeichnung des Ortes Neeruti ab (siehe: Liste estnischer Orte).

## Adelserhebungen
Die Erhebung in den preußischen Grafenstand erfolgte am 18. Dezember 1795 in Berlin, in den russischen Grafenstand am 5.jul. / 16. April 1797greg. in Sankt Petersburg, beides für den kaiserlich russischen Generalmajor Friedrich von Buxhöwden.
Die russische Anerkennung der Berechtigung zur Führung des Baronstitels für das Gesamtgeschlecht erfolgte durch Senatsukas am 12.jul. / 24. Mai 1861greg. in Sankt Petersburg. Die Namensänderung von „Buxhöwden“ in „Buxhoeveden“ wurde durch kaiserlich russischen Senatsukas am 7.jul. / 20. Juli 1902greg. genehmigt.

## Wappen

### Stammwappen von 1277
Das älteste erhaltene Siegel aus dem Jahr 1277 zeigt in Silber einen fünfmal gezinnten roten Sparren, auf dem Helm mit rot-silbernen Decken der Zinnensparren beidseitig von je einem silbernen Fuchs bestiegen.

### Wappen von 1797
Geviert und belegt mit goldenem Herzschild, darin der russische Reichsadler belegt mit dem gekrönten kaiserlichen Initial „P“ (für Zar Paul); 1 und 4 in Blau das gekrönte schwarz, gold bewehrte, mit Lilienstengeln und dem königlichen Monogramm „F. W.“ (für den preußischen König Friedrich Wilhelm II.) belegte preußische Adler, 2 und 3 wie Stammwappen. Drei Helme, rechts Stammwappenhelm, auf dem mittleren mit rechts blau-goldenen, links rot-silbernen Decken der preußische Adler, auf dem linken mit blau-goldenen Decken ein geharnischter Schwertarm. Schildhalter: Rechts ein schwarzer Adler, links ein goldener Löwe, beide widersehend.

## Stammtafel bis zur Aufteilung der Häuser (Auszug)
- Heidenreich III. de Bekeshovede (erwähnt 1315) ⚭ N.N. von Wackerbardt
  - Johannes V. von Buxhoeveden, Stiftsrat (erwähnt 1315) ⚭ N.N. von Dohlen
    - Bartholomäus von Buxhoeveden, Stiftsgesandter
      - Albrecht von Buxhoeveden (erwähnt 1420) ⚭ N.N.
        - Heinrich IV. von Buxhoeveden († um 1484) ⚭ Margarethe von Koskull
          - Heinrich V. von Buxhoeveden († nach 1494) ⚭ N.N.
            - Johann I. von Buxhoeveden ⚭ 1512 Ursula von der Pahlen
              - Johann II. von Buxhoeveden (erwähnt 1540) ⚭ N.N.
                - Johann III. von Buxhoeveden ⚭ Anna von Dönhoff
                  - Claus von Buxhoeveden ⚭ Sophia von Bock
                    - Wilhelm von Buxhoeveden ⚭ I) Dorothea von Clodt, II) Elisabeth v. Hohenastenberg gen. v. Wiegandt
                      - Wolter II. von Buxhoeveden († 1684/85) ⚭ Elisabeth Dorothea von Klot-Heydenfeldt
                        - Wolter III. von Buxhoeveden († 1698) ⚭ Dorothea Magdalena von Wrangell
                          - Christoph Reinhold von Buxhoeveden ⚭ I) Gertrud von Vietinghoff, ⚭ II) Agnes von Puttkamer
                            - Otto Reinhold von Buxhoeveden (1699–1710)

                          - Nikolaus Friedrich von Buxhoeveden ⚭ Charlotte Magdalena von Klüchtzner
                            - Wolter IV. von Buxhoeveden († 1731)

                        - Wolmar Johann von Buxhoeveden ⚭ Eva von Patkul
                          - Claus Friedrich von Buxhoeveden († 1712)

      - Otto I. von Buxhoeveden (erwähnt 1430, Bruder von Albrecht) ⚭ N.N. Scherenbecke
        - Otto II. von Buxhoeveden (erwähnt 1503, † 1516) ⚭ Else von der Ropp
          - Johannes X. von Buxhoeveden auf Padel († 1548) ⚭ I) Engel von Orgies, ⚭ II) Barbara Dönhoff
            - Otto III. von Buxhoeveden auf Padel († 1575) ⚭ Anna Ovelacker († 1598)
              - Otto von Buxhoeveden ⚭ Anna von Wehren
              - Reinhold von Buxhoeveden auf Pallifer (1585–1640) ⚭ (1600) Sophie Schenk von Wehren
                - Johann Friedrich von Buxhoeveden († 1667) ⚭ I) Elisabeth von Treyden, II) Gerduta Catharina von Knorring
                  - Franz Otto von Buxhoeveden († 1710) ⚭ Catharina Elisabeth von Güntersberg
                  - Reinhold Johann (Jean) von Buxhoeveden († 1695) ⚭ I) Clara Katharina Theophili, ⚭ II) Catharina von Kobes († 1729)
                  - Carl Heinrich von Buxhoeveden († 1691) ⚭ Elsa Elisabeth von Nieroth
                  - Adam Johann von Buxhoeveden († 1754) ⚭ I) Barbara Gerdruta von Engelhardt, II) Magdalena von Uexküll-Güldenband
                  - Gustav Friedrich von Buxhoeveden (1653–1690) ⚭ Anna Sophia von Aderkas († 1689) ⚭ II) Agneta Juliana Adam († 1709)

                - Reinhold von Buxhoeveden (1604-1674?) ⚭ I) 1634 Maria Margaretha von Hastfer, II) 1639 Sophie Magdalena von Taube (1621–1677)
                  - Otto Friedrich von Buxhoeveden (1640–1667) ⚭ Gertrud Elisabeth von Wrangel
                    - Karl Gustav von Buxhoeveden (1661–1734) ⚭ 1705 Maria Agatha von Fersen
                      - Gerhard Johann von Buxhoeveden (1711–1761) ⚭ Anna Charlotta Ludwig von Rettig

                    - Otto Reinhold von Buxhoeveden (1662–1705) ⚭ Barbara Juliane von Uexküll-Güldenband
                      - Otto Friedrich von Buxhoeveden (1703–1754), ⚭ I) Hedwig Maria von Weymarn (1710–1739), II) Helene Charlotte von Weymarn (1722–1776): Stammhaus
                        - Heinrich Otto von Buxhoeveden (1741–1775), ⚭ Hedwig Elisabeth von Weymarn
                          - Karl Friedrich von Buxhoeveden (1772–1832), ⚭ Charlotte Amalie von der Osten-Sacken
                            - Karl Friedrich von Buxhoeveden (1800–1866) ⚭ Emma von Rubusch: Haus I. Kölljall und Kasty
                            - Ottmar Matthias von Buxhoeveden (1801–1861) ⚭ Helene (Nelly) Marie Freytag von Loringhoven: Haus II. Padel

                        - Friedrich Wilhelm Graf von Buxhoeveden (1750–1811) ⚭ Nathalja Alexandrowna Aleksejewa: Haus III. Lohde
                          - Alexander von Buxhoeveden (1783–1837), mehrfacher Gutsbesitzer, kais. russ. Kammerherr; ⚭ Julie Freiin von Dellinghausen (1793–1849)
                            - Theodor von Buxhoeveden (1812–1871), Gutsbesitzer u. a. auf Schloß Wiems, auf Tockumbeck, kais. russ. Garde-Rittmeister; ⚭ Nadine von Strukoff (1820–1896)
                            - Nikolai von Buxhoeveden (1821–1866), mehrfacher Gutsbesitzer, kais. russ. Garde-Rittmeister; ⚭ Elisabeth Kryloff (1840–1933)
                              - Leon von Buxhoeveden (1858–1936), Gutsbesitzer auf Lode, Waikna, Sternberg, Vogelsang, Gr.- u. Kl. Goldenbeck (alle $ / Estland); auf Plagow (Kreis Dramburg / Pommern); ⚭ Sophie Kubik (* 1883), öster. Schauspielerin
                              - Leo von Buxhoeveden (* 1903), auf Plagow (Kreis Dramburg / Pommern); ⚭ Helene Rückert (* 1911), drei Kinder

                        - Matthias Christoph von Buxhoeveden (1754–1814) ⚭ Luise Katharina Wilhelmina von Ekesparre
                          - Karl Friedrich von Buxhoeveden (1781–1848) ⚭ Henriette Dorothea von Nolcken: Haus IV. Mullut-Cölln
                          - Peter Wilhelm von Buxhoeveden (1787–1841) ⚭ Juliane Luise Amalie von Rummel: Haus V. Kuiwast-Murratz
                          - Otto Magnus von Buxhoeveden (1795–1847) ⚭ Janette Wilhelmine Eleonore von Hoyningen-Huene: Haus VI. Magnusdahl (Insel Moon)

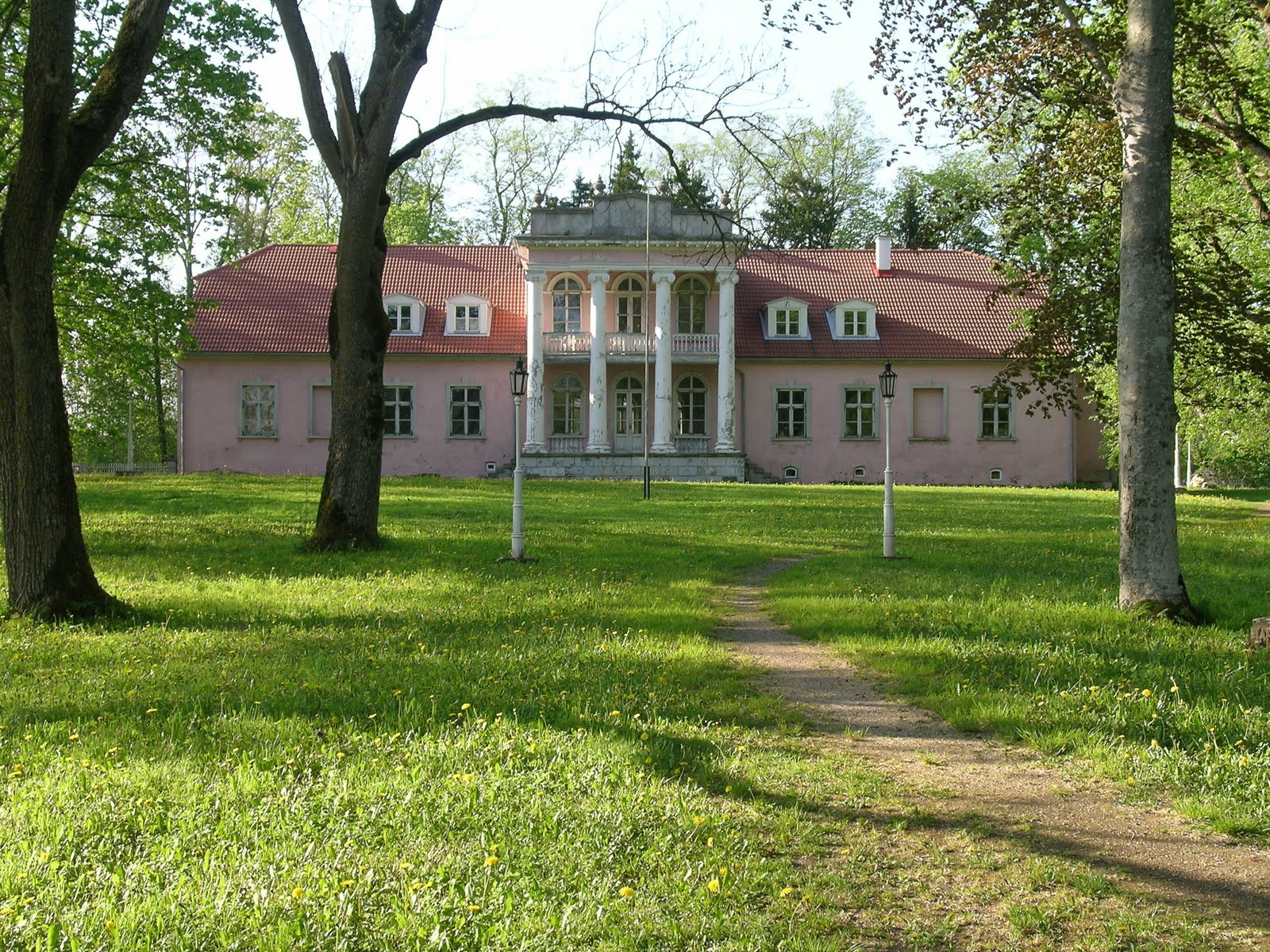
Kölljall
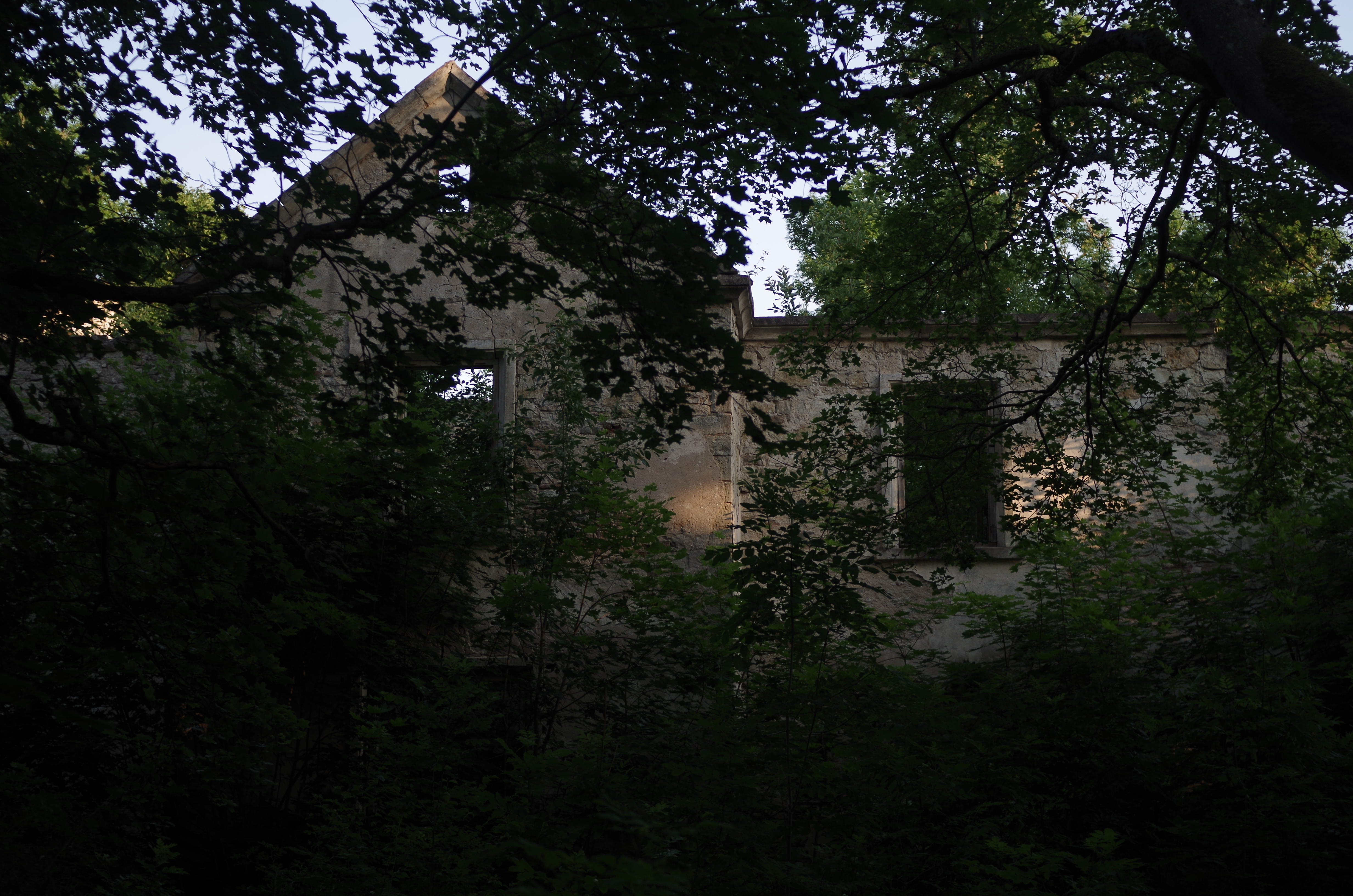
Kasty
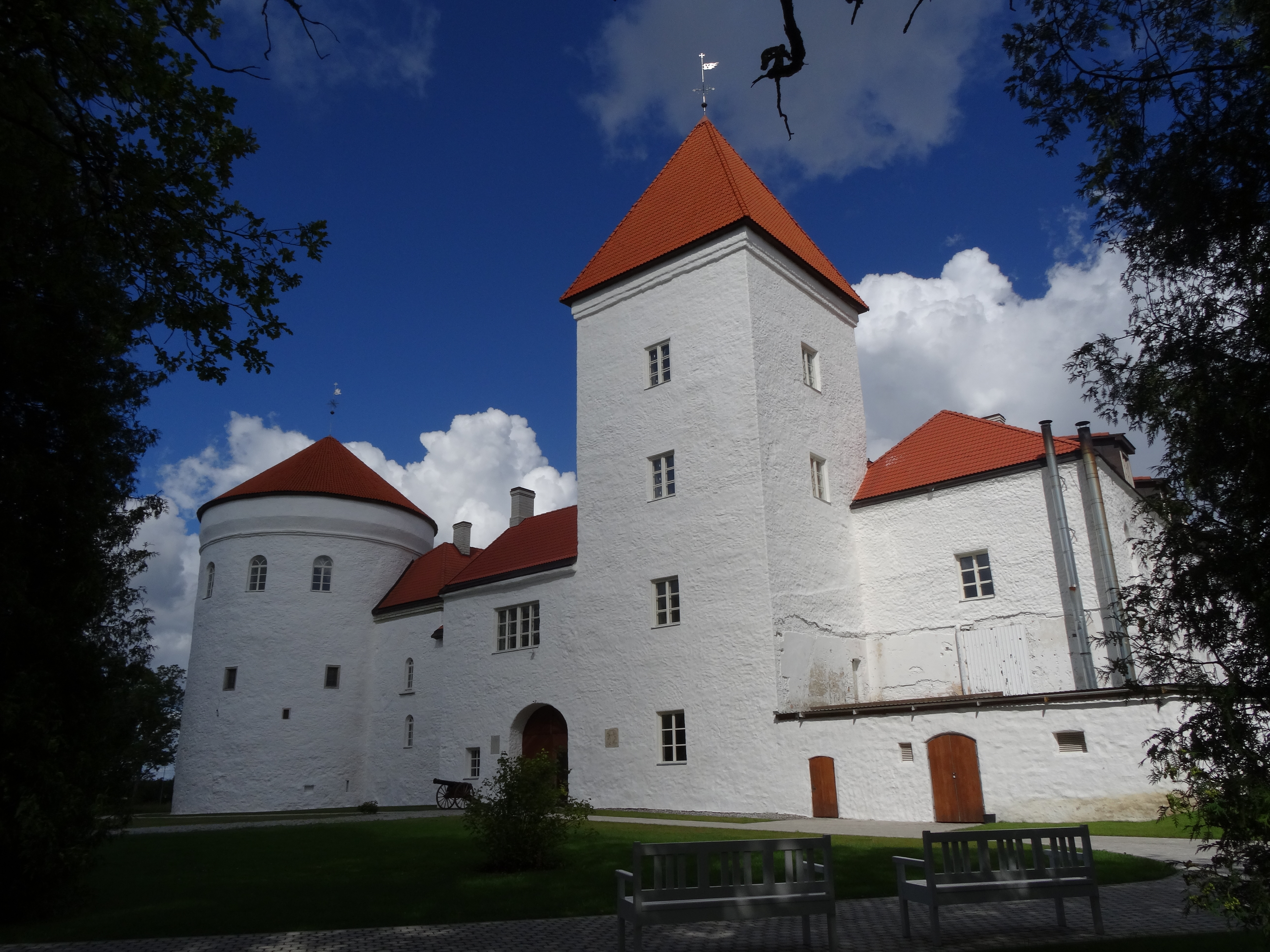
Burg Lohde

Die ehemalige Bischofsburg Lohde wurde 1771 von Zarin Katharina der Großen ihrem Geliebten Grigori Grigorjewitsch Orlow geschenkt. Nach dessen Tod 1783 kaufte sie die Burg von ihrem gemeinsamen Sohn Graf Bobrinski zurück und schenkte sie Orlows unehelicher Tochter Nathalia Aleksandrowna Aleksejewa (1761–1808), die 1777 den späteren General Friedrich von Buxhoeveden geheiratet hatte, der 1795/97 in den Grafenstand erhoben wurde. Es wurde lange vermutet, dass Nathalia ebenfalls aus der Verbindung Orlows mit der Zarin stammte, wahrscheinlicher ist jedoch, dass sie und ihre Schwester Elisabeth einer Liaison mit der Fürstin Kurakina, geborene Gräfin Apraksina, entsprossen. Die Burg hatte Bischof Reinhold von Buxhoeveden 1441 in die heutige Form umgebaut und sein Wappen befindet sich noch an der Fassade. Lohde blieb im Besitz der Grafen von Buxhoeveden bis zur Landreform während des Freiheitskriegs 1919.

## Bekannte Namensträger

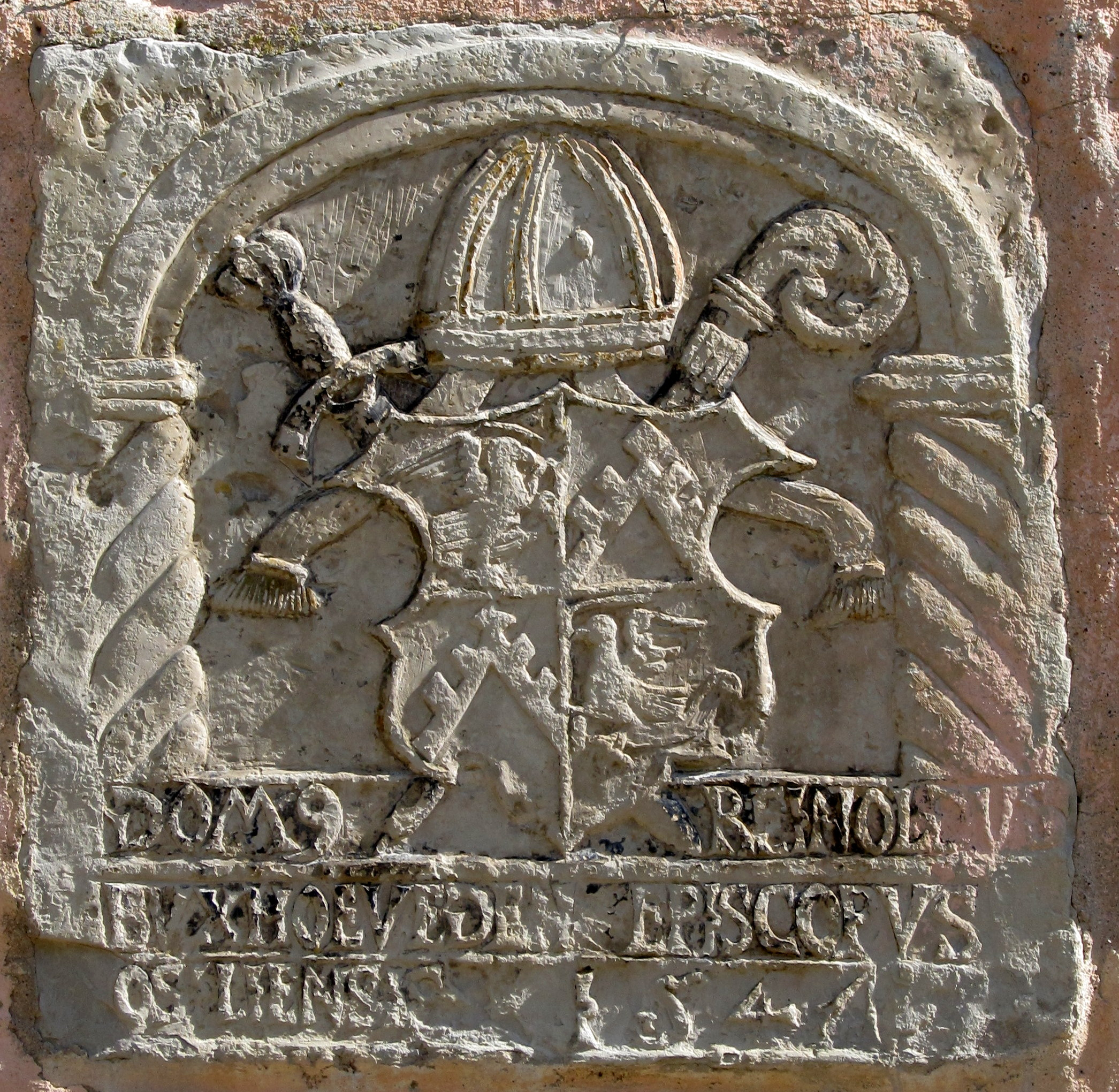
Bischofswappen von Reinhold von Buxhoeveden († 1557), Fürstbischof von Ösel-Wiek, an der Burg Lohde

- Albert von Buxthoeven (um 1165–1229), Bischof von Riga
- Hermann I. von Buxthoeven (1163–1248), Bischof von Dorpat
- Hermann II. von Buxhöwden (1230–1285), ab 1262 Bischof von Ösel-Wiek
- Reinhold von Buxhoeveden († 1557), 1532 bis 1541 Bischof von Ösel-Wiek
- Friedrich Wilhelm von Buxhoeveden (auch Buxhöwden, 1750–1811), russischer General der Infanterie
- Otto Magnus von Buxhoeveden (1770–1830), Landmarschall von 1808 bis 1813
- Alexander von Buxhoeveden (1783–1837), russischer Wirklicher Staatsrat, 1795 Träger des preußischen Ordens Pour le Mérite (Militärorden)[2]
- Peter Wilhelm von Buxhoeveden (1787–1841), Landmarschall seit 1818. Autor von: Beiträge zur Geschichte der Provinz Ösel. Riga 1838. (geneal. Quelle)
- Friedrich von Buxhoeveden (1800–1866), Landrat auf Oesel
- Otto Balthasar von Buxhoeveden (1839–1907), öselscher Landespolitiker und Jurist
- Alexander Peter Eduard von Buxhoeveden (1856–1919), Landmarschall von Ösel
- Karlos Matthias Ludwig von Buxhoeveden (1856–1935), russischer Diplomat
- Peter Eugen Arthur von Buxhoeveden (1882–1964), estnischer Oberst und Freiheitskämpfer für Estland
- Sophie Karlowna von Buxhoeveden (1883–1956), Hofdame der letzten russischen Zarin Alexandra.